# Членовредительство
Членовреди́тельство — намеренное нанесение себе телесного повреждения (например, повреждения конечностей, органов зрения, слуха и т. д.). Наиболее часто встречается членовредительство с целью уклонения от несения военной службы и упоминается в статье 339 УК РФ «Уклонение от исполнения обязанностей военной службы путём симуляции болезни или иными способами». Членовредительство также часто встречается среди заключённых — для избежания тяжёлой работы или как форма протеста. В XIX веке и ранее было распространено членовредительство с целью уклонения от работы — для ведения нищенского образа жизни, попрошайничества. Нанесения себе болезненных порезов и травм без умысла уклонения от военной службы или избежания тяжёлой работы нередко встречается среди людей, страдающих от психологических проблем и психических расстройств, обычно как реакция на сильные эмоциональные страдания — самоповреждение.

## Членовредительство с целью уклонения от несения военной службы
Уголовно наказуемо членовредительство с целью уклонения от призыва на действительную военную службу, уклонения военнообязанного от учебных или поверочных сборов, либо уклонения военнослужащего от несения обязанностей военной службы путём причинения вреда своему здоровью. Сюда относится не только непосредственно членовредительство, но также искусственное обострение уже имеющегося заболевания. При этом вред здоровью может быть причинён не самим виновным, а по его просьбе или с его согласия другими лицами, которые отвечают в таком случае как соучастники.
Наиболее распространённый способ членовредительства во время войны — это выстрел себе в руку или в ногу («самостре́л»).

### В годы Великой Отечественной войны
По воспоминаниям юриста Якова Айзенштата, служившего секретарём военно-полевого суда Красной Армии, во время Великой Отечественной войны:
«Самострелы» были частым явлением в пехотных частях, сформированных даже из русских, украинцев, белорусов, но в соединениях, сформированных из азербайджанцев, армян, узбеков, «самострелы» носили каждодневный и массовый характер. Особо частым явлением «самострелы» стали летом 1942 года при отступлении Красной Армии по всему Южному фронту.
Также членовредительство было распространено ранее, во время Зимней войны. Согласно совещанию высшего командного состава, подведшему её итоги, только в одном полку оказалось 105 самострелов после одного дня боя.

### Отражение в культуре и искусстве
- В песне Владимира Высоцкого «Все ушли на фронт» присутствуют такие строки: «…Только с нами был он смел. Высшей мерой наградил его трибунал за самострел…».